# نونو اسپیریتو سانتو
نونو هرلاندر سیموئس اسپیریتو سانتو (پرتغالی: Nuno Herlander Simões Espírito Santo؛ زادهٔ ۲۵ ژانویهٔ ۱۹۷۴) یا نونو اسپریتو، بازیکن سابق و مربی کنونی فوتبال اهل پرتغال است. او هم اکنون سرمربی باشگاه فوتبال ناتینگهام فارست است. 
او سابقهٔ هدایت تیم‌های ریو آوه، والنسیا، پورتو، ولورهمپتون واندررز، تاتنهام و الاتحاد عربستان را در کارنامهٔ خود دارد.
وی به دنبال کسب نتایج ضعیف در تاریخ ۱ نوامبر ۲۰۲۱ از باشگاه تاتنهام اخراج شد.

## دوران مربیگری

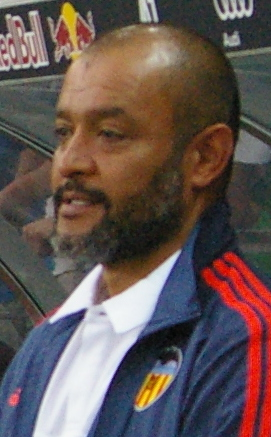
عکس نونو در دوران مربیگری در نیمکت تیم والنسیا

### تاتنهام هاتسپر
تاتنهام هاتسپر در ۳۰ ژوئن ۲۰۲۱، اسپیریتو سانتو را با قراردادی دو ساله که می‌توانست برای سال سوم نیز تمدید شود، به عنوان سرمربی جدید این تیم معرفی کرد. این تیم با مربیگری او توانست در نخستین بازی لیگ که در ورزشگاه تاتنهام هاتسپر برگزار شد، با گل سون هیونگ-مین، منچستر سیتی، قهرمان فصل قبل را با نتیجهٔ ۱–۰ شکست دهد. در ۲۹ اوت، او توانست بهترین روند آغاز تاتنهام در لیگ برتر را پس از شکست واتفورد تجربه کند و از سه بازی، سه پیروزی کسب کند. او جایزهٔ مربی ماه لیگ برتر فوتبال انگلستان را برای ماه اوت برنده شد. با وجود این، در ۱ نوامبر ۲۰۲۱ به دنبال کسب نتایج ضعیف که شامل باخت در چهار بازی از شش بازی لیگ بود، از این مقام اخراج شد.

## افتخارات

### بازیکن
دپورتیو
- کوپا دل ری: ۰۲–۲۰۰۱

پورتو
- لیگ برتر فوتبال پرتغال: ۰۳–۲۰۰۲، ۰۴–۲۰۰۳، ۰۸–۲۰۰۷، ۰۹–۲۰۰۸
- جام حذفی فوتبال پرتغال: ۰۳–۲۰۰۲، ۰۹–۲۰۰۸، ۱۰–۲۰۰۹
- سوپر جام فوتبال پرتغال: ۲۰۰۳، ۲۰۰۴، ۲۰۰۹
- لیگ قهرمانان اروپا: ۰۴–۲۰۰۳
- لیگ اروپا: ۰۳–۲۰۰۲
- جام بین قاره‌ای: ۲۰۰۴

فردی
- جایزه ریکاردو زامورا: ۲۰۰۰–۱۹۹۹ (لیگا ادلانته)

### سرمربی
ریو آوه
- نایب قهرمان جام حذفی پرتغال : ۱۴–۲۰۱۳
- نایب قهرمان جام اتحادیه پرتغال: ۱۴–۲۰۱۳

ولورهمپتون
- چمپیونشیپ: ۱۸–۲۰۱۷

الاتحاد عربستان
- لیگ عربستان: ۲۳–۲۰۲۲
- سوپرجام عربستان: ۲۰۲۲